# HMG20A
HMG20A‏ (High mobility group 20A) هوَ بروتين يُشَفر بواسطة جين HMG20A في الإنسان.